# Léopold Ritondale
Léopold Ritondale est un homme politique français, né à Hyères le 19 juillet 1921, mort à Marseille le 21 février 2008.

## Jeunesse
Né en 1921 à Hyères, sur l'île de Porquerolles[réf. souhaitée], de parents paysans calabrais, Léopold Ritondale obtient le diplôme de l'Institut d'urbanisme de Paris et de l'École nationale d'administration municipale.

## Seconde Guerre mondiale
Léopold Ritondale est mobilisé à 18 ans, le 13 octobre 1939, pour aller combattre sur le Front de Somme. À 19 ans, il reçoit la croix de guerre 1939-1945 avec deux citations. Après l'armistice en juin 1940, il devient sous-officier au 25e BCA de Hyères en février 1941, mais l'occupation allemande le place en congé d'armistice.
Il s'engage dans la Résistance intérieure française et dirige un groupe local à partir de janvier 1943. Il entre également dans la police de Hyères le 1er mars 1943. Arrêté par les troupes d'occupation italiennes pour sa participation à la Résistance, il est interné dans différents camps  (Sainte-Anastasie du 1er juin au  28 juillet puis Hyères du 29 juillet au 12 août) pour être finalement déporté en Italie du 12 au 30 août. Il attendra son jugement à Breil, sous occupation italienne du 30 août au 10 septembre.
Libéré par la débâcle de l'armée italienne, il revient vers la Résistance intérieure française qui le nomme joint-chef de centaine le 12 septembre 1943 puis chef de centaine le 20 mai 1944. Il se distingue lui et sa section lors de la Libération de Hyères le 21 août 1944, ce qui lui vaut une nouvelle croix de guerre avec citation.
Faisant une pause de quelques mois dans sa ville natale où il met sur pied une section militaire, il part en décembre 1944 pour les Alpes, faisant désormais partie du 1er bataillon de chasseurs alpins.
Là, les combats sont rudes : la campagne du Haut-Queyras et celle de la Haute-Maurienne, puis l'offensive générale dans les Alpes, le 5 avril 1945, où il se fait une nouvelle fois remarquer par sa pugnacité à enlever son objectif, au col du Petit Mont-Cenis. Il participe ensuite à l'occupation de l'Italie et de l'Autriche. En octobre 1946, il demande sa démobilisation, qui est acceptée.

## Carrière politique
Après sa carrière militaire, Léopold Ritondale entre à la mairie d'Hyères, le 1er décembre 1946, en tant que commis de mairie. Il ne quittera plus sa ville et sa mairie, à part une interruption d'un an à Chamonix. Peu à peu il gravit les échelons de l'administration communale hyéroise : directeur des services, secrétaire général adjoint, secrétaire général. 
Collaborant étroitement avec le maire dans le cadre de ses fonctions, il se brouille en 1983, avec le successeur de Jean-Jacques Perron à l'Hôtel de Ville, le socialiste Gaston Biancotto. Ambitieux, il décide alors de se présenter aux élections municipales contre Gaston Biancotto. Passé de fonctionnaire à maire Divers droite, il conservera son titre jusqu'en 2008, remportant trois autres élections contre de grands responsables politiques locaux. Il devient aussi conseiller régional et conseiller général.
Autodidacte, il traverse toutes les turpitudes de la vie politique varoise dans ces années particulièrement troublées. Ainsi, à Hyères, surnommé « Hyères-les-Bombes » pour le nombre impressionnant d'attentats à l'explosif contre des restaurants, d'incendies de boîtes de nuit ou de mitraillage de bars, Léopold Ritondale est passé à tabac devant chez lui par des hommes armés de battes de baseball, le 26 mars 1991, puis trois ans plus tard, c'est la députée Yann Piat qui est assassinée le 25 février 1994. Léopold Ritondale soutiendra pourtant, dans l'incrédulité générale qu'« il n'y a pas de mafia dans [sa] ville ».
Le comportement de Léopold Ritondale fut souvent jugé atypique et quelquefois même amoral et irresponsable : ainsi en 2002, lorsqu'il alla soutenir dans la commune voisine de La Londe, lors d'une élection partielle, la liste PS-PCF.
Affaibli par ses 80 ans passés, il décide au cours de son dernier mandat de ne pas se représenter, pour raison de santé, après 60 ans de gestion municipale. Il participe cependant à la campagne victorieuse de son dauphin, Jacques Politi. Il décède avant la passation de pouvoir, à La Timone à Marseille, laissant le souvenir d'une personnalité hors du commun. Il avait par ailleurs reçu en 2006 la Marianne d'Or, catégorie Citoyenneté.

## Image publique
Léopold Ritondale était aussi connu pour être une personnalité publique truculente. Volontiers blagueur et grand amateur de pétanque, il ne craignait pas non plus les fantaisies vestimentaires.

## Hommage
Le 21 août 2010, le maire d'Hyères Jacques Politi renomme la voie Olbia avenue Léopold-Ritondale.